# ПетроулБот
.
ПетроулБот (PatrolBot - pəˈtroʊlbɒt) је програмабилан услужни робот опште намене, кога је креирала компанија МобајлРоботс (MobileRobots Inc). При различитим склоповима, ПетроулБотови служе као основа компанијама које развијају роботе-достављаче, роботе за обезбеђење, роботе за надгледање окружења, водиче и остале роботе предвиђене за рад у затвореном простору.

## Способноси
ПетроулБот може да надледа зграде, израђује планове објеката и аутономно патролира њима користећи уграђен сензор за ласерско мерење одстојања. Користи Карло/Марков стил локализације и модификовану итеративну претрагу за управљање. Ако је ходник блокиран, тражи алтернативне путеве; уколико постоје препреке на путу, заобилази их. Робот такође врши самопуњење у својој аутоматизованој станици, када је то потребно. Као бежична (Wi-Fi) јединица може да ради аутономно или да буде контролисан из даљине.

## Примене
ПетроулБот је робот-база која се интегрише са сигурносним алармима, HVAC системима, електричним вратима, лифтовима и осталим системима у обезбеђеном објекту, при чему је програмабилан према потребама власника. Могуће примене су му у: системима за преживљавање, обезбеђењу, контролисању параметара система, откривању опасности, и достављању.
Припремљен као робот за преживљавање, ПетроулБот пружа бежично надгледање и двосмерни пренос звука преко камере, микрофона и звучника. Може бити управљам ручно или аутономно. Уљези су видљиви по путањама које остављају за собом док ходају - што се прати ласером. Сензор за гас одређује садржај кисеоника, угљен-доксида и Водооник-сулфида (H2S) и при критичним и непогодним ситуацијама може да активира аларм на роботу или ову информацију достави својој станици. Слично је са димом и температуром. ПетроулБот је јединствен по томе што је направљен тако да може да има додатне сензоре, отворе и јединице као и по свом графичком контролном интерфејсу.